# لایف۳۶۰
لایف۳۶۰ یک برنامه شبکهٔ خانواده است که در سال ۲۰۰۸ راه اندازی شد. این سرویس مبتنی بر مکان است که اجازه می‌دهد اعضای خانواده موقعیت خود را به اشتراک بایکدیگر بگذارند و به راحتی در طول روز ارتباط برقرار کنند. بیش از ۵۰ میلیون خانواده در این برنامه ثبت شده‌است، همچنین این برنامه جوایز زیادی را دریافت کرده‌است.